# 885 (číslo)
Osm set osmdesát pět je přirozené číslo. Římskými číslicemi se zapisuje DCCCLXXXV a řeckými číslicemi ωπεʹ. Následuje po čísle osm set osmdesát čtyři a předchází číslu osm set osmdesát šest.

## Matematika
885 je:
- Deficientní číslo
- Složené číslo
- Nešťastné číslo

## Astronomie
- (885) Ulrike je planetka hlavního pásu, kterou v roce 1917 objevil Sergej Ivanovič Beljavskij

## Roky
- 885
- 885 př. n. l.